# Дир Парк (Мериленд)
Дир Парк (енгл. Deer Park) град је у америчкој савезној држави Мериленд.

## Демографија
По попису из 2010. године број становника је 399, што је 6 (-1,5%) становника мање него 2000. године.
| Група             | 2000.       | 2010.       |
| Белци             | 395 (97,5%) | 396 (99,2%) |
| Афроамериканци    | 0 (0,0%)    | 2 (0,5%)    |
| Азијати           | 0 (0,0%)    | 0 (0,0%)    |
| Хиспаноамериканци | 0 (0,0%)    | 1 (0,3%)    |
| Укупно            | 405         | 399         |